# The Shouting Stage
The Shouting Stage è l'undicesimo album in studio della cantautrice britannica Joan Armatrading, pubblicato nel 1988.

## Tracce
Side 1
1. The Devil I Know – 4:13
2. Living For You – 4:14
3. Did I Make You Up – 3:45
4. Stronger Love – 5:07
5. The Shouting Stage – 5:27

Side 2
1. Words – 3:46
2. Innocent Request – 3:08
3. Straight Talk – 4:02
4. Watch Your Step – 3:58
5. All A Woman Needs – 5:01
6. Dark Truths – 2:09